# Psi Centauri
Psi Centauri (ψ Centauri, förkortat Psi Cen, ψ Cen) som är stjärnans Bayerbeteckning, är en dubbelstjärna belägen i den nordöstra delen av stjärnbilden Kentauren. Den har en skenbar magnitud på 4,05 och är synlig för blotta ögat där ljusföroreningar ej förekommer. Baserat på parallaxmätning inom Hipparcosuppdraget på ca 12,6 mas, beräknas den befinna sig på ett avstånd på ca 260 ljusår (ca 79 parsek) från solen.

## Egenskaper
Primärstjärnan Psi Centauri A är en blå till vit underjättestjärna av spektralklass A0 IV. Den har en massa som är ca 3,1 gånger större än solens massa, en radie som är ca 3,6 gånger större än solens och utsänder från dess fotosfär ca 141 gånger mera energi än solen vid en effektiv temperatur på ca 10 450 K.
Stjärnparet kretsar kring varandra med en period på 38,81 dygn och en excentricitet på 0,55. Systemet visar ett överskott på infraröd strålning med en våglängd på 60 μm, vilket antyder närvaro av en omkretsande stoftskiva med en temperatur på 120 K, som kretsar på ett avstånd av 64 AE.